# Siergiej Gridin
Siergiej Gridin (kaz. Сергей Гридин; ur. 20 maja 1987) – kazachski piłkarz, grający w klubie Szachtior Karaganda, do którego trafił latem 2012 roku. Występuje na pozycji napastnika. W reprezentacji Kazachstanu zadebiutował w 2011 roku. Dotychczas rozegrał w niej 11 meczów, w których zdobył dwie bramki (stan na 07.12.2012r.).